# Dia sinódico
O dia sinódico (ou período de rotação sinódico ou dia solar) é o período para um corpo celeste girar uma vez em relação à estrela que ele órbita, e é a base do tempo solar.
O dia sinódico se distingue do dia sideral, que é uma rotação completa em relação a estrelas distantes e é a base do tempo sideral.
No caso de um planeta preso por acoplamento de maré, o mesmo lado sempre fica voltado para sua estrela-mãe, e seu dia sinódico é infinito. Seu dia sideral, no entanto, é igual ao seu período orbital.

## Terra
O dia sinódico da Terra é o tempo que o Sol leva para passar sobre o mesmo meridiano (uma linha de longitude) em dias consecutivos, enquanto o dia sideral é o tempo que uma determinada estrela distante leva para passar sobre um meridiano em dias consecutivos. Por exemplo, no Hemisfério Norte, um dia sinódico pode ser medido como o tempo que o Sol leva para se mover de exatamente sul verdadeiro (isto é, sua maior declinação) em um dia até exatamente sul novamente no dia seguinte (ou exatamente norte verdadeiro no Hemisfério Sul).

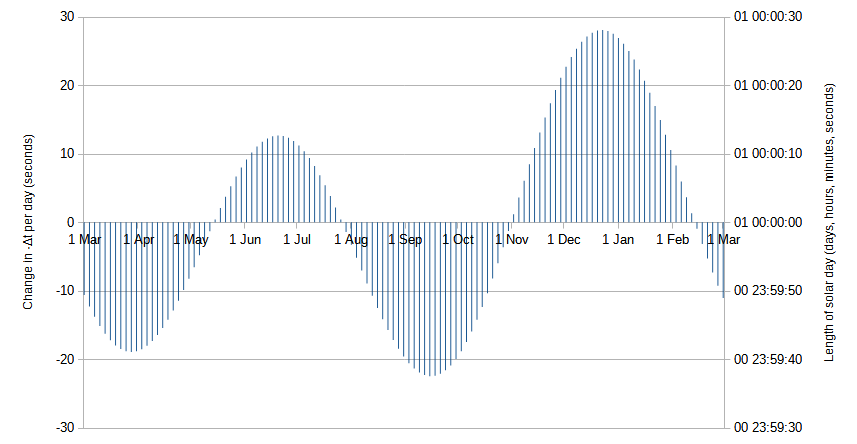
Derivada de −Δt. O eixo à direita mostra a duração do dia solar

Para a Terra, o dia sinódico não é constante e muda ao longo do ano devido à excentricidade orbital da órbita da Terra ao redor do Sol e à inclinação axial da Terra. As durações do dia sinódico mais longo e mais curto diferem em cerca de 51 segundos. O comprimento médio, no entanto, é de 24 horas (com variações da ordem de milissegundos) e é a base do tempo solar. A diferença entre o tempo solar médio e o aparente é a equação do tempo, que também pode ser observada no analema da Terra. Devido à variação na duração do dia sinódico, os dias com o período mais longo e mais curto de luz solar não coincidem com os solstícios próximos ao equador.
Visto da Terra ao longo do ano, o Sol parece derivar lentamente ao longo de um caminho imaginário coplanar com a órbita da Terra, conhecido como eclíptica, sobre um fundo esférico de estrelas aparentemente fixas. A cada dia sinódico, esse movimento gradual é de um pouco menos de 1° para leste (360° por 365,25 dias), de forma conhecida como movimento progrado.
Certas órbitas de nave espacial, chamadas de órbitas heliossíncronas, têm período orbital que é uma fração de um dia sinódico. Combinado com uma precessão nodal, isso lhes permite sempre passar sobre um local na superfície da Terra no mesmo tempo solar médio.

## Lua
Devido ao bloqueio de maré com a Terra, o dia sinódico da Lua (o dia lunar ou período de rotação sinódico) é o mesmo que seu período sinódico com a Terra e o Sol (o período das fases da Lua, o mês sinódico lunar, que é o mês do calendário lunar).

## Vênus
Devido à lenta rotação retrógrada de Vênus, seu período de rotação sinódico de 117 dias terrestres é cerca de metade do seu período de rotação sideral (dia sideral) e até mesmo do seu período orbital.

## Mercúrio
Devido à lenta rotação de Mercúrio e à sua rápida órbita ao redor do Sol, seu período de rotação sinódico de 176 dias terrestres é três vezes maior que seu período de rotação sideral (dia sideral) e duas vezes maior que seu período orbital.